# Pirjo Peterson
Pirjo Peterson (* 22. Juni 1982 in Tallinn) ist eine estnische Fußballspielerin.
Peterson spielt aktuell beim JK Tallinna Kalev und wurde seit 2007 bisher fünfmal eingesetzt. Drei Spiele bestritt sie bei einem Länderspielturnier in Litauen und zwei Spiele beim Woman Baltic Cup 2008.